# フェルディナント・フォン・ヴァルトシュタイン

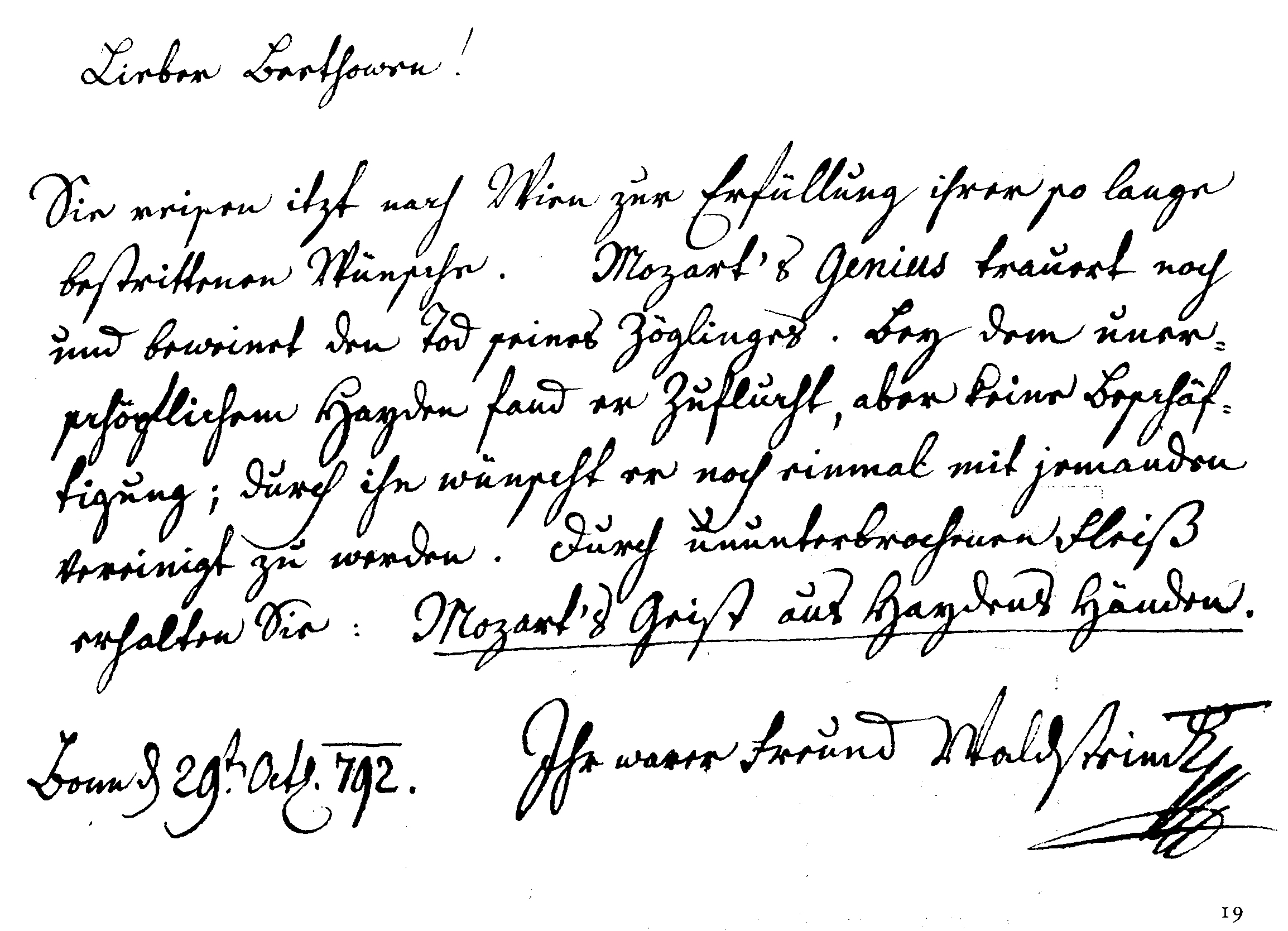
ヴァルトシュタインがベートーヴェンのサイン帳に記したメッセージ。

フェルディナント・エルンスト・ヨーゼフ・ガブリエル・フォン・ヴァルトシュタイン・ウント・ヴァルテンベルク伯爵（Graf Ferdinand Ernst Joseph Gabriel von Waldstein und Wartenberg、1762年3月24日 - 1823年5月26日）は、ドイツ系ボヘミアの貴族出身、芸術家のパトロン。ヴァルトシュタイン家の生まれで早くからベートーヴェンのパトロンだった他、ボンで宮中顧問官を務め、英国陸軍中尉、ドイツ騎士団司令官などの政治的、軍事的な役職に就いた。

## 生涯
ヴァルトシュタインはウィーンに生まれた。1787年にドイツ騎士団に加わった彼はエリンゲンでノービスに、1788年6月17日に騎士団総長のマクシミリアン・フランツ・フォン・エスターライヒによってナイトに叙せられた。
1788年はじめからボンに居を構えたヴァルトシュタインは、ケルン選帝侯の宮殿への出入りを許可された。翌年には枢密顧問官、及びボンの州議会の議員となる。2年後、ゴーデスベルクに騎士領を得て、これにより領主としてケルンの議会に議席を持つことになった。1788年から1792年にかけては各種の外交的職務に送られた。1792年にはフィルンスベルク、Deutschordensballei Frankenで司令官となる。1794年には選帝侯のフランスへの作戦に同行した。
ボンにおいて若きベートーヴェンの才能を見出したヴァルトシュタインは、早くから彼のパトロンの1人となった。1791年に開かれた騎士団の会合では、ベートーヴェンが彼のために作曲した『騎士のバレエ』WoO.1を、ヴァルトシュタイン作として発表している。1792年、ベートーヴェンをハイドンに推薦したのはヴァルトシュタインであった。また、ベートーヴェンは1804年に、ピアノソナタ第21番 ハ長調 作品53をヴァルトシュタインに献呈している。
ナポレオン軍を討伐するという思いにとわられたヴァルトシュタインは、軍隊を養成しようとして全財産を浪費してしまう。1795年6月3日にはイングランドとの間で「メルゲントハイム連隊 （Regiments Mergentheim）」を創立するという契約に調印し、1796年からはロンドンで暮らした。1797年7月23日、選帝侯は次のように書いている。「1年以上にわたり修道会も債権者もフェルディナント・フォン・ヴァルトシュタインから何ら知らせを受け取っておらず、彼には多くの金と賢明さを望みたい。」ヴァルトシュタインが時折、自らの連隊とともに西インドにいたとする証拠が残されている。1807年、彼は英国軍を去る。
1809年以降、ヴァルトシュタインはウィーンまたは自らのボヘミアの所有地で暮らし、1811年に騎士団から身を引いた。1812年5月9日、イザベラ・ジェヴスカ（Isabella Rzewuska）女伯爵と結婚している。財務処理を仕損じたことで貧困に陥り、1823年にウィーンで生涯を閉じた。

## 発言
1792年11月に、ベートーヴェンにウィーンへの旅立ちに際して、彼が贈った言葉は広く知られている。
音楽学者ルイス・ロックウッドは、「この記念帳への書き込みは言葉遣いや比喩的表現の点で際立っており、この修辞的な言葉は厳粛で思慮深く、単に一人の芸術家である友人の旅立ちとしてだけでなく、音楽史上の出来事としても表現している」と述べている。